# 三少爺的劍 (電影)
《三少爺的劍》（英語：Death Duel）是1977年邵氏兄弟出品的一部香港武俠電影，由楚原導演，爾冬陞、余安安、凌雲主演，改編自古龍1975年的同名武俠小說。也是當年十九歲的爾冬陞第一次挑大樑擔綱主演的電影，自此一炮而紅，成為邵氏一線小生。

## 劇情
燕十三以奪命十三劍名震江湖，號稱天下第一劍。然而他還有一個對手──神劍山莊的三少爺，然而當他去神劍山莊向三少爺挑戰時，卻發現三少爺已死。失望之餘，沉劍於碧水湖中。原來三少爺未死，只是疲於應付上門挑戰的劍客，為了不再殺人才詐死埋名，化名“沒用的阿吉”在市井流浪，做過妓院小廝，也做過苦力。然而即使如此也不能使他過平靜的生活，為了保護收留他的老苗子一家，阿吉不得不再度出手......
阿吉中了毒，幸得莫愁湖畔的高人相救才撿回一命。江湖上的人千方百計安排燕十三和三少爺決鬥，害死了老苗子全家。然而直至決鬥前一刻，三少爺才知燕十三就是他的救命恩人......

## 演員
| 演員     | 角色                     | 粵語配音 |
| -------- | ------------------------ | -------- |
| 爾冬陞   | 謝曉峰（三少爺、阿吉）   | 黃志成   |
| 凌雲     | 燕十三                   | 陳曙光   |
| 余安安   | 小麗                     | 雷碧娜   |
| 陳萍     | 慕容秋荻                 | 余秀明   |
| 谷峰     | 老苗子                   | 周永光   |
| 歐陽莎菲 | 老苗子之母               | 余秀明   |
| 樊梅生   | 啞巴                     | (無)     |
| 夏萍     | 啞巴妻                   | 譚淑英   |
| 井淼     | 謝王孫                   | 戴偉光   |
| 楊志卿   | 楊老闆                   | 戴偉光   |
| 艾飛     | 玉面霸王兄弟             |          |
| 顧冠忠   | 玉面霸王兄弟             | 陳永信   |
| 徐少強   | 烏鴉                     | 楊捷康   |
| 狄龍     | 傅紅雪（客串）           | 周永光   |
| 姜大衛   | 慕容金龍（客串）         | 陳永信   |
| 岳華     | 「毒郎君」周玉峰（客串） | 周永光   |
| 羅烈     | 韓棠（客串）             | 黃子敬   |
| 元華     |                          |          |
| 詹森     | 黑剎團首領               | 周永光   |

## 幕後花絮
- 本片拍攝時，古龍的小說尚未完成，後來小說結局的發展，有相當程度是照電影寫的[1]。
- 因為男女主角爾冬陞和余安安都是新人，故導演楚原安排了許多大牌跨刀，包括狄龍客串傅紅雪（《天涯明月刀》）、岳華客串毒郎君、羅烈客串韓棠（《流星蝴蝶劍》）。而爾冬陞的四哥姜大衛則客串一個武功極高的瘋子，與弟弟有一場決鬥。
- 本片是楚原本人最滿意的四部古龍電影之一，另外三部是──《天涯明月刀》《白玉老虎》《多情劍客無情劍》[1]。

## 資料來源
1. 1 2  楚原影壇回憶錄──星光伴我行

## 外部連結
- 開眼電影網上《三少爺的劍》的資料（繁體中文）
- 香港影庫上《三少爺的劍》的資料（繁體中文）
- 时光网上《三少爺的劍》的資料（简体中文）
- 豆瓣电影上《三少爺的劍》的資料 （简体中文）
- 爛番茄上《三少爺的劍》的資料（英文）
- AllMovie上《三少爺的劍》的资料（英文）
- 互联网电影数据库（IMDb）上《三少爺的劍》的资料（英文）